# Ronde van Chongming 2016
De Ronde van Chongming 2016 was de tiende editie van deze rittenkoers georganiseerd op het eiland Chongming, nabij Shanghai in China, die vanaf dat jaar deel uitmaakte van de UCI Women's World Tour 2016 en die van 6 tot 8 mei werd verreden. Titelverdedigster was de Nederlandse sprinter Kirsten Wild. De eindoverwinning ging naar de Australische Chloe Hosking, die ook de tweede etappe won.

## Deelnemende ploegen
| UCI-teams           | UCI-teams                       | Nationale selectie |
| ------------------- | ------------------------------- | ------------------ |
| Alé Cipollini       | Hitec Products                  | China              |
| Astana Women's Team | Poitou-Charentes.Futuroscope.86 | Zuid-Korea         |
| BePink              | Liv-Plantur                     | Hongkong           |
| BTC City Ljubljana  | Parkhotel Valkenburg            | Rusland            |
| China Chongming-Liv | Servetto Footon                 | Taiwan             |
| Cylance             | Wiggle High5                    | Thailand           |

## Etappe-overzicht
| etappe | datum | start     | finish    | profiel    | afstand  | winnaar         | klassementsleider |
| ------ | ----- | --------- | --------- | ---------- | -------- | --------------- | ----------------- |
| 1e     | 6 mei | Chongming | Chongming | Vlakke rit | 139,8 km | Huang Ting-ying | Huang Ting-ying   |
| 2e     | 7 mei | Chongming | Chongming | Vlakke rit | 112,8 km | Chloe Hosking   | Chloe Hosking     |
| 3e     | 8 mei | Chongming | Chongming | Vlakke rit | 99 km    | Huang Ting-ying | Chloe Hosking     |